# Lijst van voetbalinterlands Bolivia - Verenigde Staten
Deze lijst van voetbalinterlands is een overzicht van alle officiële voetbalwedstrijden tussen de nationale teams van Bolivia en de Verenigde Staten. De landen speelden tot op heden negen keer tegen elkaar. De eerste ontmoeting, een vriendschappelijke wedstrijd, werd gespeeld in Fullerton op 23 mei 1993, Het laatste duel, een groepswedstrijd tijdens de Copa América 2024, vond plaats op 23 juni 2024 in Arlington.

## Wedstrijden
| № | Plaats                  | Datum            | Competitie        | Wedstrijd                  | Uitslag |
| - | ----------------------- | ---------------- | ----------------- | -------------------------- | ------- |
| 1 | Fullerton               | 23 mei 1993      | Vriendschappelijk | Verenigde Staten – Bolivia | 0 – 0   |
| 2 | Miami                   | 18 februari 1994 | Vriendschappelijk | Verenigde Staten – Bolivia | 1 – 1   |
| 3 | Dallas                  | 26 maart 1994    | Vriendschappelijk | Verenigde Staten – Bolivia | 2 – 2   |
| 4 | Paysandú                | 11 juli 1995     | Copa América 1995 | Verenigde Staten – Bolivia | 0 – 1   |
| 5 | Washington D.C.         | 12 juni 1996     | Vriendschappelijk | Verenigde Staten – Bolivia | 0 – 2   |
| 6 | Santa Cruz de la Sierra | 24 januari 1999  | Vriendschappelijk | Bolivia – Verenigde Staten | 0 – 0   |
| 7 | Kansas City             | 28 mei 2016      | Vriendschappelijk | Verenigde Staten – Bolivia | 4 – 0   |
| 8 | Chester                 | 28 mei 2018      | Vriendschappelijk | Verenigde Staten – Bolivia | 3 – 0   |
| 9 | Arlington               | 23 juni 2024     | Copa América 2024 | Verenigde Staten − Bolivia | 2 − 0   |

## Samenvatting
| Competitie        | Totaal gespeeld | Winst Bolivia | Gelijk | Winst Verenigde Staten | Doelsaldo Bolivia – Verenigde Staten |
| ----------------- | --------------- | ------------- | ------ | ---------------------- | ------------------------------------ |
| Copa América      | 2               | 1             | 0      | 1                      | 1 – 2                                |
| Vriendschappelijk | 7               | 1             | 4      | 2                      | 5 – 10                               |
| Totaal            | 9               | 2             | 4      | 3                      | 6 – 12                               |

Wedstrijden bepaald door strafschoppen worden, in lijn met de FIFA, als een gelijkspel gerekend.

## Details

### Eerste ontmoeting
| Vriendschappelijk (Fullerton, Verenigde Staten, 23 mei 1993): |              | |
| Verenigde Staten | 0 – 0        | Bolivia |
| | goals        | |
| Bora Milutinović | bondscoach   | Xabier Azkargorta |
| Brad Friedel Fernando Clavijo Desmond Armstrong Mike Lapper Paul Caligiuri Brian Quinn 60' Chris Henderson Bruce Murray 60' Joe-Max Moore Dominic Kinnear 60' Peter Vermes | opstellingen | Carlos Trucco Juan Manuel Peña Marco Sandy Miguel Rimba Gustavo Quinteros Ramiro Cristaldo 89' Julio César Baldivieso José Milton Melgar 46' Carlos Borja Marco Etcheverry 73' Jaime Moreno |
| Alexi Lalas 60' Cobi Jones 60' Mark Chung 60' | wissels      | 46' Juan Carlos Rios 73' Johnny Villarroel 89' Vladimir Soria |

### Tweede ontmoeting
| Vriendschappelijk (Miami, Verenigde Staten, 18 februari 1994): |              | |
| Verenigde Staten | 1 – 1        | Bolivia |
| Cobi Jones 78' | goals        | 44' Jaime Moreno |
| Bora Milutinović | bondscoach   | Xabier Azkargorta |
| Tony Meola Marcelo Balboa Desmond Armstrong 87' Mike Lapper Alexi Lalas Brian Quinn 67' Thomas Dooley Chris Henderson 76' Cobi Jones Hugo Perez Joe-Max Moore 46' | opstellingen | Carlos Trucco Marco Sandy Miguel Rimba Gustavo Quinteros Robert Arteaga José Milton Melgar 81' Mauricio Ramos Luis Cristaldo Julio César Baldivieso 70' Alvaro Peña Jaime Moreno |
| Frank Klopas 46' Mike Burns 67' Claudio Reyna 76' Paul Caligiuri 87'                                                                                              | wissels      | 70' Luis Ramallo 81' Ramiro Castillo |

### Derde ontmoeting
| Vriendschappelijk (Dallas, Verenigde Staten, 26 maart 1994):                                                                                               |              | |
| Verenigde Staten | 2 – 2        | Bolivia |
| Hugo Perez 31' Hugo Perez 48' | goals        | 12' Julio César Baldivieso 77' Mario Pinedo |
| Bora Milutinović | bondscoach   | Xabier Azkargorta |
| Tony Meola Jeff Agoos 46' Marcelo Balboa Alexi Lalas Desmond Armstrong Mike Burns Thomas Dooley Hugo Pérez 82' Chris Henderson Peter Vermes 46' Cobi Jones | opstellingen | Carlos Trucco Marco Sandy Miguel Rimba Modesto Soruco Vladimir Soria Luis Cristaldo 72' Ramiro Castillo Julio César Baldivieso Juan Carlos Chávez 76' Jaime Moreno 64' Luis Ramallo |
| Paul Caligiuri 46' Claudio Reyna 46' Janusz Michallik 82'                                                                                                  | wissels      | 64' Álvaro Peña 72' Mario Pinedo 76' Richard Cueto |

### Vierde ontmoeting
| Copa América 1995 (Paysandú, Uruguay, 11 juli 1995): |              | |
| Verenigde Staten | 0 – 1        | Bolivia |
| | goals        | 24' Marco Etcheverry |
| Steve Sampson | bondscoach   | Antonio López |
| Brad Friedel Mike Burns 76' Marcelo Balboa Alexi Lalas Paul Caligiuri Earnest Stewart Thomas Dooley Mike Sorber 29' John Harkes Frank Klopas 70' Eric Wynalda | opstellingen | Carlos Trucco Juan Manuel Peña Marco Sandy Miguel Rimba Carlos Borja 71' Julio César Baldivieso José Milton Melgar Luis Cristaldo 46' Juan Berthy Suárez Marco Etcheverry 56' Miguel Mercado |
| Cobi Jones 29' Claudio Reyna 70' Tab Ramos 76' | wissels      | 46' Demetrio Angola 56' Mauricio Ramos 46' Óscar Sánchez |
| Marcelo Balboa ??' Thomas Dooley ??' | gele kaarten | ??' Miguel Rimba ??' Marco Sandy ??' Marco Etcheverry |

### Vijfde ontmoeting
| Vriendschappelijk (Washington D.C., Verenigde Staten, 12 juni 1996):                                                                            |              | |
| Verenigde Staten | 0 – 2        | Bolivia |
| | goals        | 2' Jaime Moreno 88' Milton Coimbra |
| Steve Sampson | bondscoach   | Dušan Drašković |
| Brad Friedel Mike Burns Jeff Agoos 78' Marcel Balboa Alexi Lalas John Harkes Cobi Jones Claudio Reyna Tab Ramos Eric Wynalda Jovan Kirovski 59' | opstellingen | Marco Antonio Barrero Juan Manuel Peña Oscar Sánchez Miguel Rimba Marco Sandy Julio César Baldivieso Mauricio Ramos Freddy Cossio 46' Marco Etcheverry 46' Jaime Moreno Milton Coimbra |
| Thomas Dooley 59' Roy Lassiter 78' | wissels      | 46' Roly Paniagua 46' Ramiro Castillo |

### Zesde ontmoeting
| Vriendschappelijk (Santa Cruz de la Sierra, Bolivia, 24 januari 1999): |              | |
| Bolivia | 0 – 0        | Verenigde Staten |
| | goals        | |
| Héctor Veira | bondscoach   | Bruce Arena |
| José Carlos Fernández Sergio Castillo Eduardo Jiguchi Ronald Arana Lorgio Álvarez Rubén Tufiño Raúl Justiniano Raúl Gutiérrez 46' Mauricio Ramos 68' Jefferson Gottardi 68' Limberg Gutiérrez 68' | opstellingen | Tony Meola Robin Fraser Jeff Agoos 64' Eddie Pope 75' Eddie Lewis Chris Armas Claudio Reyna Cobi Jones Jovan Kirovski Brian McBride 68' Joe-Max Moore |
| Luis Liendo 46' Gonzalo Galindo 68' Juan Berthy Suárez 68' Róger Suárez 68' | wissels      | 64' C.J. Brown 68' Roy Lassiter 75' Imad Baba |
| Sergio Castillo 81' | gele kaarten | |
| - Debuut van Jefferson Gottardi en Lorgio Álvarez voor Bolivia. |              | |

### Zevende ontmoeting
| Vriendschappelijk (Kansas City, Verenigde Staten, 28 mei 2016): |              | |
| Verenigde Staten | 4 – 0        | Bolivia |
| Gyasi Zardes 26' John Anthony Brooks 37' Gyasi Zardes 52' Christian Pulisic 69' | goals        | |
| Jürgen Klinsmann | bondscoach   | Julio César Baldivieso |
| Brad Guzan Michael Orozco Fiscal 46' Geoff Cameron John Anthony Brooks Matt Besler 46' Alejandro Bedoya 63' Michael Bradley 73' Jermaine Jones Gyasi Zardes 63' Clint Dempsey 72' Bobby Wood                                                                                      | opstellingen | Guillermo Viscarra Diego Bejarano Ronald Eguino Nelson Cabrera 68' Luis Gutiérrez 54' Alejandro Meleán 74' Martín Smedberg-Dalence 46' Fernando Saucedo 46' Jhasmani Campos Yasmani Duk 46' Carmelo Algarañaz |
| DeAndre Yedlin 46' Fabian Johnson 46' Darlington Nagbe 63' Christian Pulisic 63' Chris Wondolowski 72' Graham Zusi 73' Tim Howard William Yarbrough Steve Birnbaum Kyle Beckerman Perry Kitchen                                                                                   | wissels      | 46' Pedro Azogue 46' Bruno Miranda 46' Raúl Castro 54' Rodrigo Ramallo 74' Edward Zenteno 68' Marvin Bejarano Carlos Lampe Rómel Quiñónez Mario Saavedra Wálter Veizaga Juan Carlos Arce Cristhian Machado    |
| | gele kaarten | 30' Jhasmani Campos 76' Yasmani Duk |
| - Grootste overwinning van de Verenigde Staten tot dusver op een team uit Zuid-Amerika. - Doelpunt van Christian Pulisic maakt hem met 17 jaar en 253 dagen de jongste doelpuntenmaker sinds 1990 voor de Verenigde Staten. - Debuut van doelman Guillermo Viscarra voor Bolivia. |              | |

### Achtste ontmoeting
| Vriendschappelijk (Chester, Verenigde Staten, 28 mei 2018): |            |                |
| Verenigde Staten | 3 – 0      | Bolivia        |
| Walker Zimmerman 37' Josh Sargent 52' Timothy Weah 59' | goals      |                |
| Dave Sarachan | bondscoach | Mauricio Soria |
| - Debuut van Josh Sargent en Alex Bono voor de Verenigde Staten. - Team USA heeft in 329 minuten geen tegendoelpunt hoeven incasseren. - Josh Sargent (18 jaar, 102 dagen) werd dankzij zijn doelpunt de op een na jongste doelpuntenmaker sinds 1990 die zijn debuut opluisterde met een treffer. De jongste was op dat moment Juan Agudelo (17 jaar, 359 dagen), die raak schoot op 17 november 2010 in de oefenwedstrijd tegen Zuid-Afrika. - Walker Zimmerman werd na afloop uitgeroepen tot Budweiser Man of the Match. |            |                |

FBF · A-internationals · Selecties · Bondscoaches · Statistieken · Boliviaans vrouwenelftal · Olympisch elftal · Bolivia U21 · Bolivia U20 · Bolivia U19 · Bolivia U18 · Bolivia U17
1926–1949 · 
1950–1959 · 
1960–1969 · 
1970–1979 · 
1980–1989 · 
1990–1999 · 
2000–2009 · 
2010–2019 ·
2020−2029
CC 1999
WK 1930 · 
WK 1950 · 
WK 1994
1926 · 
1927 · 
1927 · 1928 · 1929 · 
1930 · 
1931 · 1932 · 1933 · 1934 · 1935 · 1936 · 1937 · 
1938 · 
1939 · 1940 · 1941 · 1942 · 1943 · 1944 · 
1945 · 
1946 · 
1947 · 
1948 · 
1949 · 
1950 · 
1951 · 1952 · 
1953 · 
1954 · 1955 · 1956 · 
1957 · 
1958 · 
1959 · 
1960 · 
1961 · 
1962 · 
1963 · 
1964 · 
1965 · 
1966 · 
1967 · 
1968 · 
1969 · 
1970 · 
1971 · 
1972 · 
1973 · 
1974 · 
1975 · 
1976 · 
1977 · 
1978 · 
1979 · 
1980 · 
1981 · 
1982 · 
1983 · 
1984 · 
1985 · 
1986 · 
1987 · 
1988 · 
1989 · 
1990 · 
1991 · 
1992 · 
1993 · 
1994 · 
1995 · 
1996 · 
1997 · 
1998 · 
1999 · 
2000 · 
2001 · 
2002 · 
2003 · 
2004 · 
2005 · 
2006 · 
2007 · 
2008 · 
2009 · 
2010 ·
2011 · 
2012 · 
2013 · 
2014 · 
2015 · 
2016 ·
2017 ·
2018 ·
2019 ·
2020 ·
2021 ·
2022 ·
2023 ·
2024
Algerije ·
Andorra ·
Argentinië ·
Brazilië ·
Bulgarije · 
Chili ·
Colombia ·
Costa Rica ·
Cuba ·
Curaçao ·
DDR ·
Duitsland ·
Ecuador ·
Egypte ·
El Salvador ·
Finland ·
Frankrijk ·
Griekenland ·
Guatemala ·
Guyana ·
Haïti ·
Honduras ·
Hongarije ·
Ierland ·
IJsland ·
Irak ·
Iran ·
Jamaica ·
Japan ·
Joegoslavië ·
Kameroen ·
Letland ·
Mexico ·
Myanmar ·
Nicaragua ·
Noord-Korea ·
Oezbekistan ·
Panama ·
Paraguay ·
Peru ·
Polen ·
Portugal ·
Roemenië ·
Rusland ·
Saoedi-Arabië ·
Senegal ·
Servië ·
Slowakije ·
Spanje ·
Trinidad en Tobago ·
Tsjecho-Slowakije ·
Uruguay ·
Venezuela ·
Verenigde Arabische Emiraten ·
Verenigde Staten ·
Zuid-Afrika ·
Zuid-Korea ·
Zwitserland
USSF · A-internationals · Selecties · Bondscoaches · Amerikaans vrouwenelftal · Olympisch elftal · USA -21 · USA -20 · USA -19 · USA -18 · USA -17
1885 – 1919 · 
1920 – 1929 · 
1930 – 1939 · 
1940 – 1949 · 
1950 – 1959 · 
1960 – 1969 · 
1970 – 1979 · 
1980 – 1989 · 
1990 – 1999 · 
2000 – 2009 · 
2010 – 2019 ·
2020 − 2029
CA 1993 · 
CA 1995 · 
CA 2007 · 
CA 2016
CC 1992 · 
CC 1999 · 
CC 2003 · 
CC 2009
WK 1930 · 
WK 1934 · 
WK 1950 · 
WK 1990 · 
WK 1994 · 
WK 1998 · 
WK 2002 · 
WK 2006 · 
WK 2010 · 
WK 2014
OS 1904 · 
OS 1924 · 
OS 1928 · 
OS 1936 · 
OS 1948 · 
OS 1952 · 
OS 1956 · 
OS 1972 · 
OS 1984 · 
OS 1988 · 
OS 1992 · 
OS 1996 · 
OS 2000 · 
OS 2008
Algerije ·
Antigua en Barbuda ·
Argentinië ·
Armenië ·
Australië ·
Azerbeidzjan ·
Barbados ·
België ·
Belize ·
Bermuda ·
Bolivia ·
Bosnië en Herzegovina ·
Brazilië ·
Canada ·
Chili ·
China ·
Colombia ·
Costa Rica ·
Cuba ·
Curaçao ·
Denemarken ·
DDR ·
Duitsland ·
Ecuador ·
Egypte ·
El Salvador ·
Engeland ·
Estland ·
Finland ·
Frankrijk ·
Ghana ·
GOS ·
Grenada ·
Griekenland ·
Guatemala ·
Guyana ·
Haïti ·
Honduras ·
Hongarije ·
Ierland ·
IJsland ·
Iran ·
Israël ·
Italië ·
Ivoorkust ·
Jamaica ·
Japan ·
Joegoslavië ·
Kaaimaneilanden ·
Kameroen ·
Koeweit ·
Letland ·
Liechtenstein ·
Luxemburg ·
Malta ·
Marokko ·
Martinique ·
Mexico ·
Moldavië ·
Nederland ·
Nederlandse Antillen ·
Nicaragua ·
Nieuw-Zeeland ·
Nigeria ·
Noord-Ierland ·
Noord-Korea ·
Noord-Macedonië ·
Noorwegen ·
Oekraïne ·
Oezbekistan ·
Oman ·
Oostenrijk ·
Panama ·
Paraguay ·
Peru ·
Polen ·
Portugal ·
Puerto Rico ·
Qatar ·
Roemenië ·
Rusland ·
Saint Kitts en Nevis ·
Saint Vincent en de Grenadines ·
Saoedi-Arabië ·
Schotland ·
Servië ·
Slovenië ·
Slowakije ·
Sovjet-Unie ·
Spanje ·
Thailand ·
Trinidad en Tobago ·
Tsjechië ·
Tsjecho-Slowakije ·
Tunesië ·
Turkije ·
Uruguay ·
Venezuela ·
Wales ·
Zuid-Afrika ·
Zuid-Korea ·
Zweden ·
Zwitserland
Algerije (2010) ·
België (2014) ·
Brazilië (2009, 2) ·
Duitsland (2014) ·
Engeland (2010) ·
Ghana (2006) · 
Ghana (2014) · 
Italië (2006) · 
Nederland (2022) ·
Portugal (2014) ·
Slovenië (2010) ·
Tsjechië (2006)